# 美國鈔票公司大樓

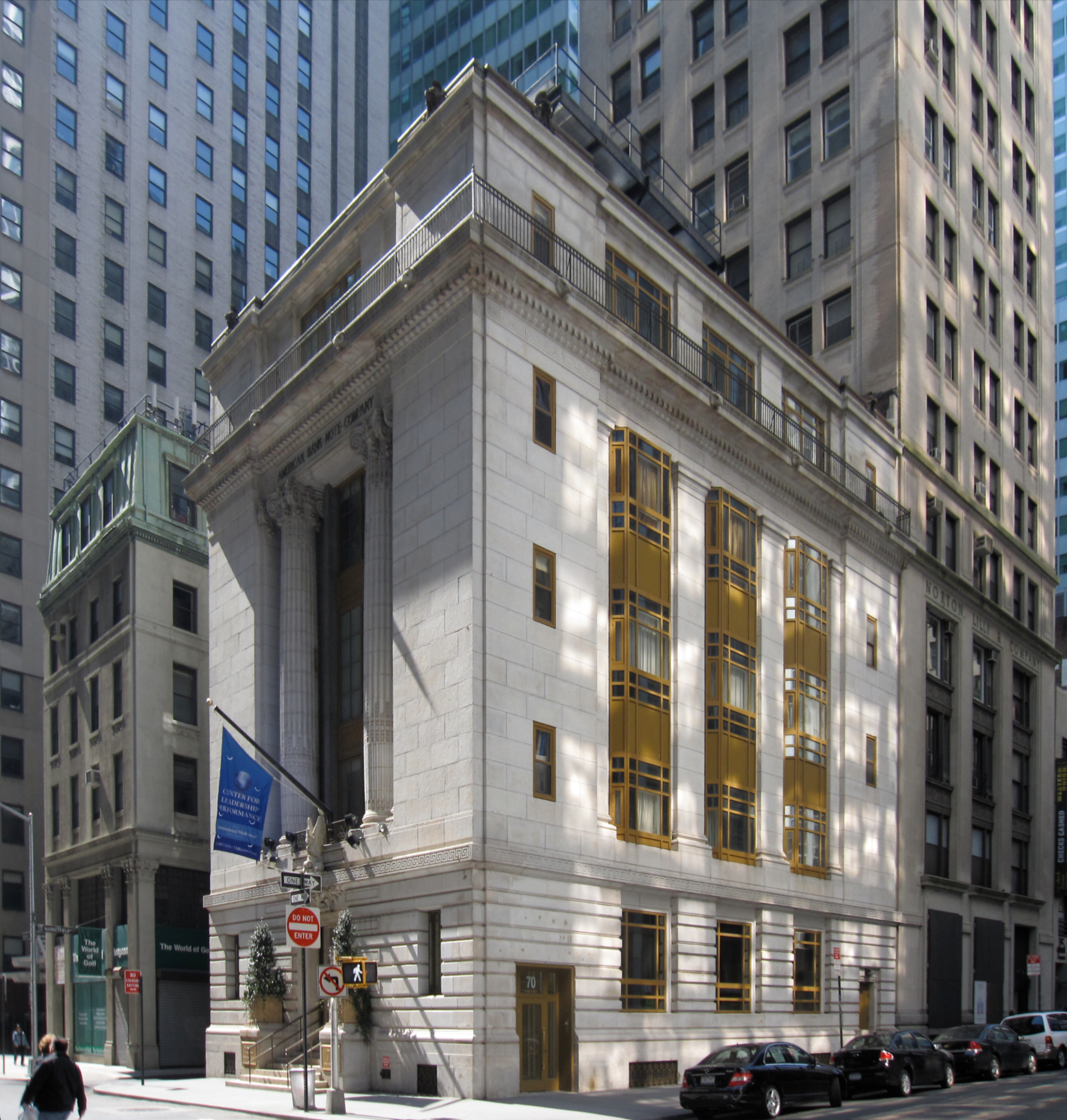

美國鈔票公司大樓（American Bank Note Company Building）是美國紐約市的一座五層建築，位於曼哈頓金融區百老街70號。這座建築外觀是新古典主義風格，面積約20,000平方英尺（1,900平方）。